# Gianluca Maria
Gianluca Maria (Venray, 28 juni 1992) is een voormalig Nederlands-Curaçaos profvoetballer die bij voorkeur als aanvaller speelt.

## Clubvoetbal

### Jeugd
Maria werd geboren in Venray en begon zijn voetbalcarrière bij Venray en kwam daarna bij N.E.C. in Nijmegen. In 2002 stapte hij over naar de D-junioren van PSV en doorliep daar de gehele jeugdopleiding. Vanaf het seizoen 2011-2012 maakte hij deel uit van de selectie van Jong PSV.

### PSV en FC Eindhoven
Op 30 oktober 2012 wist Maria drie maal voor Jong PSV te scoren in de wedstrijd tegen Jong Heracles. Een dag later werd hij door hoofdtrainer Dick Advocaat toegevoegd aan de wedstrijdselectie voor de bekerwedstrijd tegen EHC. Maria kreeg in de wedstrijd een basisplaats toebedeeld. Hij speelde de hele wedstrijd en kwam in zijn debuutwedstrijd direct tot scoren.
Op 22 januari 2013 werd bekend dat hij de rest van het seizoen 2012-2013 op huurbasis uitkomt voor FC Eindhoven. In zijn eerste wedstrijd voor FC Eindhoven tegen Excelsior scoorde hij meteen een doelpunt. In maart 2013 maakte PSV kenbaar zijn contact niet te verlengen, waardoor hij aan het eind van het jaar transfervrij kan overstappen naar een andere club.

### MVV Maastricht en RKC Waalwijk
Nadat Maria transfervrij kon vertrekken bij PSV werd bekend dat hij in de transferperiode een meerjarig contract heeft getekend bij de Jupiler League-club MVV Maastricht. In november 2014 heeft Gianluca Maria zijn contract bij MVV Maastricht laten ontbinden en voor RKC Waalwijk gekozen. Hij maakte in het Mandemakers Stadion in Waalwijk op 16 januari 2015 zijn debuut voor RKC en was direct succesvol. Hekkensluiter RKC won in eigen stadion met 3-0 van Roda JC Kerkrade. Maria zette de 2-0 op zijn naam.

### Hapoel Ashkelon en terugkeer in Nederland
Op 9 augustus 2015 tekende Maria een contract bij het Israëlische Hapoel Ashkelon dat net naar de Liga Leumit gepromoveerd was. Hij kwam tot vier wedstrijden en ging in het seizoen 2016/17 voor JVC Cuijk in de Derde divisie spelen. Vanaf januari 2017 speelt Maria voor een half jaar bij SV TEC in de Tweede divisie. Na de degradatie speelde kwam hij in het seizoen 2018/19 in de Derde divisie vanwege een knieblessure nauwelijks in actie toen de club weer terugpromoveerde.
In het seizoen 2019/20 had Maria geen club. In juni 2020 verbond hij zich aan het Groesbeekse Achilles '29 dat uitkomt in de Hoofdklasse. Echter ging hij enkele weken later naar het Belgische Esperanza Pelt in de Derde afdeling. In 2021 ging hij alsnog naar Achilles '29.

## Internationaal
Maria debuteerde op 9 oktober 2014 in het Curaçaos voetbalelftal in de thuiswedstrijd tegen Martinique om kwalificatie voor de Caribbean Cup (1-1).

## Statistieken
| Seizoen         | Club            | Competitie      | Competitie | Competitie | Beker | Beker | Internationaal | Internationaal | Overig | Overig | Totaal | Totaal |
| Seizoen         | Club            | Competitie      | Wed.       | Dlp.       | Wed.  | Dlp.  | Wed.           | Dlp.           | Wed.   | Dlp.   | Wed.   | Dlp.   |
| --------------- | --------------- | --------------- | ---------- | ---------- | ----- | ----- | -------------- | -------------- | ------ | ------ | ------ | ------ |
| 2012/13         | PSV             | Eredivisie      | 0          | 0          | 1     | 1     | 0              | 0              | 0      | 0      | 1      | 1      |
| 2012/13         | FC Eindhoven    | Eerste divisie  | 15         | 6          | 0     | 0     | 0              | 0              | 0      | 0      | 15     | 6      |
| 2013/14         | MVV Maastricht  | Eerste divisie  | 24         | 1          | 3     | 2     | 0              | 0              | 0      | 0      | 27     | 3      |
| 2014/15         | MVV Maastricht  | Eerste divisie  | 4          | 0          | 0     | 0     | 0              | 0              | 0      | 0      | 4      | 0      |
| 2014/15         | RKC Waalwijk    | Eerste divisie  | 11         | 2          | 0     | 0     | 0              | 0              | 0      | 0      | 11     | 2      |
| 2015/16         | Hapoel Ashkelon | Liga Leumit     | 4          | 0          | 1     | 0     | 0              | 0              | 0      | 0      | 5      | 0      |
| Carrière totaal | Carrière totaal | Carrière totaal | 58         | 9          | 5     | 3     | 0              | 0              | 0      | 0      | 63     | 12     |

Bijgewerkt op 11 augustus 2015